# Белка (приток Сунжи)

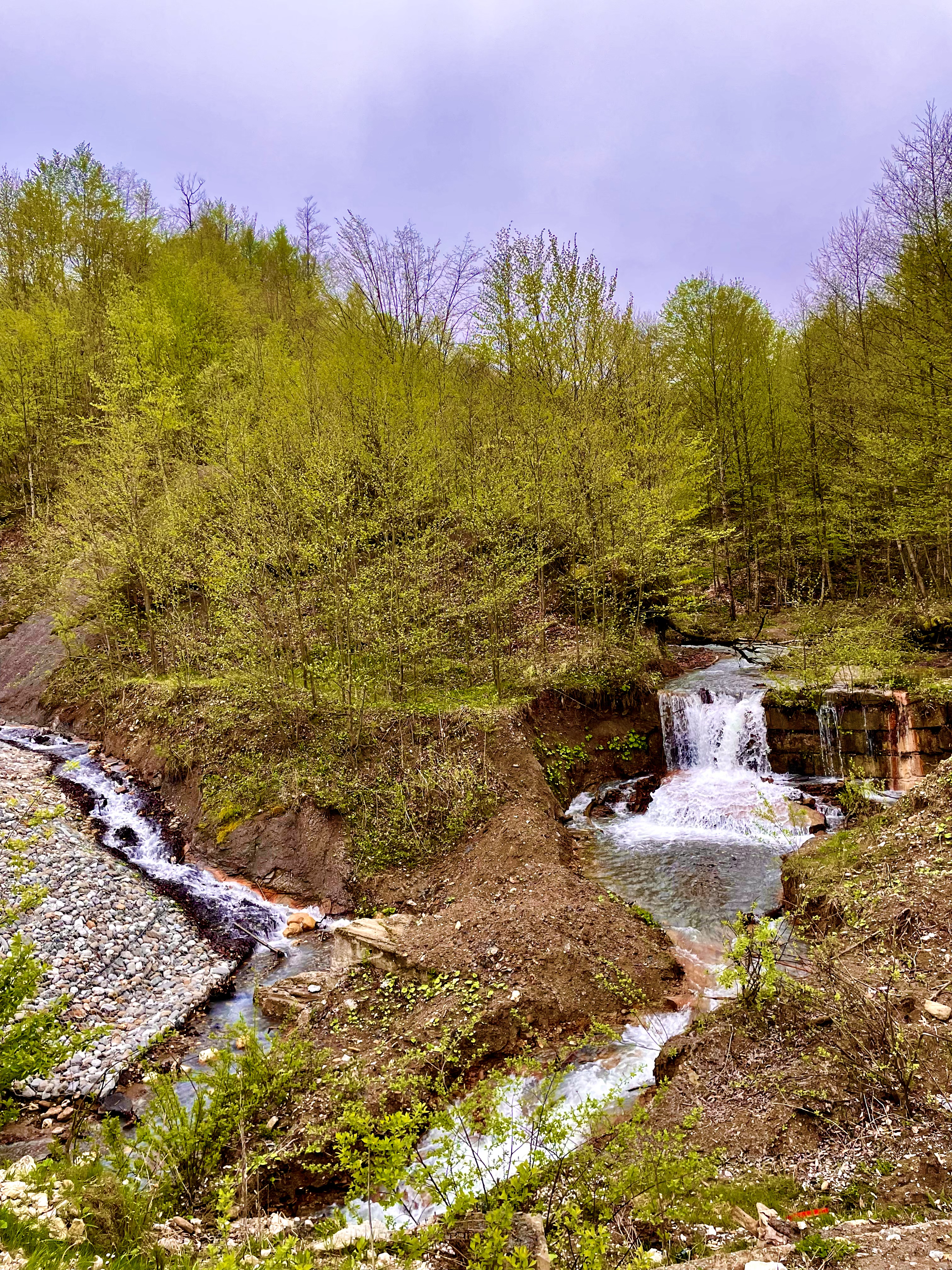
Река Гумс в верховьях, близ Джани-Ведено

Белка (в среднем течении — Гудермес; в верхней части — Гумс; устар. — Белая, Гудермеска) (чечен. Гуьмс-хи) — река на Северном Кавказе, правый приток реки Сунжи. Протекает по территории Веденского, Курчалоевского и Гудермесского районов Чеченской Республики.

## География
Берёт начало из родников на горе Тюрьелам, впадает в реку Сунжу близ города Гудермеса. Высота истока — 1276 м над уровнем моря. Длина — 80 км, площадь — бассейна 1194 км². От истока до впадения реки Мичик носит название Гумс, от реки Мичик до впадения реки Хулхулау — Гудермес. Высота устья — 50 м над уровнем моря. Уклон реки — 15,3 м/км.

## Гидрология
Река характеризуется паводочным режимом в теплую часть года и зимней меженью. Наибольшие за год расходы воды обычно формируются при выпадении дождей. Летние дождевые паводки иногда носят катастрофический характер. Средний годовой расход — 4,61 м³/с, максимальный — 305 м³/с.

## Притоки
Наиболее крупные притоки: Хулхулау (л), Мичик (п), Ахко (п), Хумык (п), Иснерк (п).

## Изучение реки и водохозяйственное значение
Изучение реки производилось на гидрологическом посту Гудермес.

## Населённые пункты на реке
Джани-Ведено, Тазен-Кала, Эрсеной, Курчали, Эникали, Курень-Беной, Бельты, Ялхой-Мохк, Джигурты, Майртуп, Илисхан-Юрт, Гудермес.

## Галерея

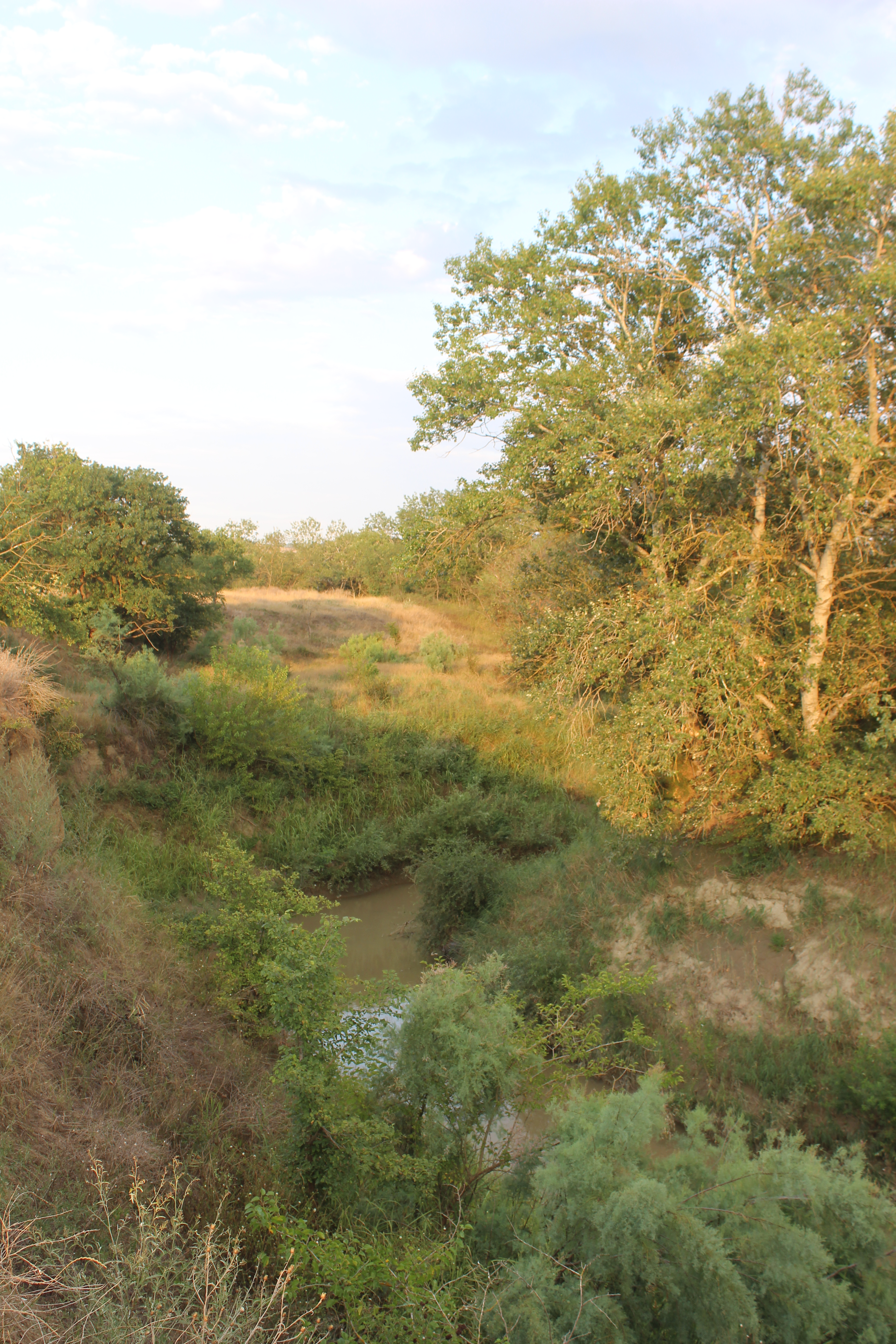
Река Гумс в окрестностях села Илсхан-юрт
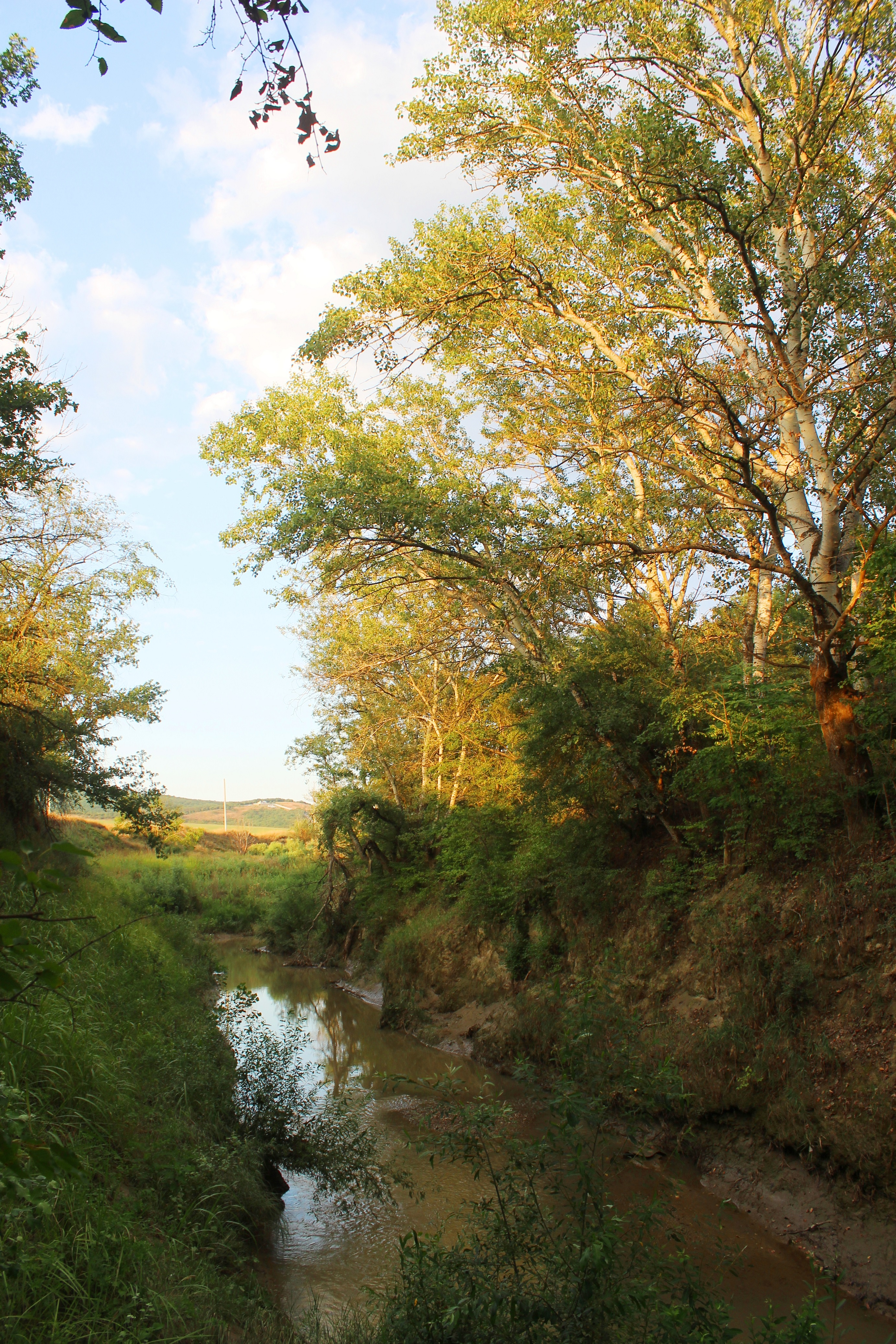
Курчалоевский район
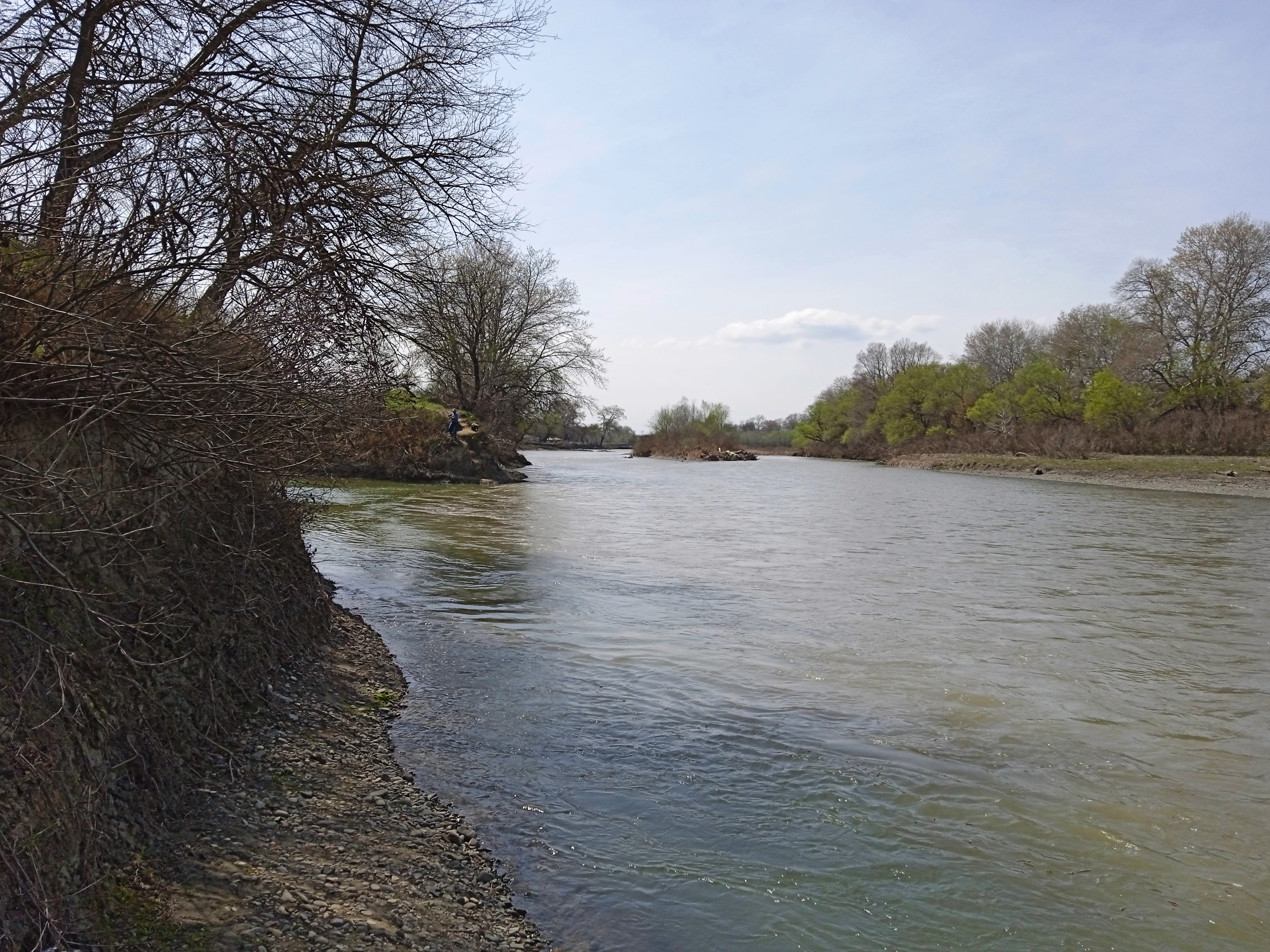
Место соединения Гумса с Сунжей